# (200402) 2000 SG44
(200402) 2000 SG44 es un asteroide que forma parte del cinturón interior de asteroides descubierto el 24 de septiembre de 2000 por el equipo del Lincoln Near-Earth Asteroid Research desde el Laboratorio Lincoln, Socorro, Nuevo México, Estados Unidos.

## Designación y nombre
Designado provisionalmente como 2000 SG44.

## Características orbitales
2000 SG44 está situado a una distancia media del Sol de 1,888 ua, pudiendo alejarse hasta 2,070 ua y acercarse hasta 1,707 ua. Su excentricidad es 0,096 y la inclinación orbital 19,62 grados. Emplea 948,181 días en completar una órbita alrededor del Sol.

## Características físicas
La magnitud absoluta de 2000 SG44 es 17,3. 